# NGC 4126
NGC 4126 (również PGC 38565 lub UGC 7123) – galaktyka soczewkowata (S0), znajdująca się w gwiazdozbiorze Warkocza Bereniki. Odkrył ją William Herschel 21 marca 1784 roku.